# کی-مایل ایر
کی-مایل ایر (به انگلیسی: K-Mile Air) یک شرکت هواپیمایی با کد یاتا 8K است که در تاریخ ۲۰۰۶ میلادی تأسیس شده است. دفتر مرکزی کی-مایل ایر در بانکوک، تایلند واقع شده‌است و قطب این شرکت هواپیمایی در فرودگاه بین‌المللی سووارنابومی قرار دارد.